# Остроградский, Александр Фёдорович
Александр Фёдорович Остроградский (1852—1907) — русский сурдопедагог.

## Биография
Сын Фёдора Ивановича и Елизаветы Николаевны Остроградских; в семье было три сына и три дочери — Александр был младшим.
В 1870 году окончил 3-ю Санкт-Петербургскую гимназию.
В службу вступил 3 мая 1881 года. Педагогическую деятельность начал в Александровском кадетском корпусе, откуда в 1885 году перешёл в Санкт-Петербургское училище глухонемых, хотя и не имел специального сурдопедагогической подготовки. В 1886 году был в командировке в Германии, где ознакомился с так называемым звуковым методом преподавания. В 1887 году приступил к перестройке организационно-методической работы в Петербургском училище на основе принципов, изложенных им впоследствии в «Руководстве к первоначальному обучению глухонемых детей по звуковому способу» (Санкт-Петербург: тип. Уч-ща глухонемых, 1889). Был инспектором, затем — директором (1896—1901) Санкт-Петербургского училища глухонемых.
В 1897 году он открыл курсы для подготовки сурдопедагогов; в 1898 году организовал выпуск журнала «Листок по обучению по звуковому способу глухонемых, воспитанию и призрению их».
Служил чиновником особых поручений при Министерстве финансов. С 25 марта 1903 года — действительный статский советник.

Исследуя физиологию действия органов речи, Остроградский пришёл к важному в педагогическом отношении выводу, что при несовершенстве органов речи на них можно воздействовать посредством специальных упражнений. Он разделил звуки русского языка на концентрические группы по особенностям артикуляции. На помощь ребёнку в освоении звуков привлекались его руки и зеркало, что способствовало формированию восприятия речи на зрительной основе, а также за счёт кинестетических и вибрационных ощущений. Эта, казалось бы, стройная методическая система в первоначальный период обучения глухих не способствовала, однако, их общему умственному развитию. Её основным недостатком было то, что обучение устной речи не отделялось от чтения с губ и обучения грамоте. Подчинение постановки звуков обучению грамоте приводило к сужению круга знаний глухого учащегося в начальный период обучения. Создавая методику обучения звуковой речи, Остроградский не придавал также должного значения использованию остаточного слуха у глухих детей.
Остроградским были составлены учебники и пособия, в их числе:
- «Книжка по грамоте» (1893) — пособие по усвоению грамматических правил русского языка
- «Рассказы из русской истории со статьями о жизни первобытных людей» (Санкт-Петербург: типография Училища глухонемых, 1900) — первый специальный учебник по русской истории для глухих.

## Награды
Был награждён российскими и иностранными орденами:
российские
- орден Св. Станислава 2-й ст. (1891)
- орден Св. Анны 2-й ст. (1895)
- орден Св. Владимира 3-й ст. (1905)

иностранные
- китайский орден Двойного Дракона 3-го кл. 1-й ст. (1897)
- сербский орден Св. Саввы 1-й ст. (1904)
- болгарский орден «за гражданские заслуги» 10-й ст. (1904)
- ольденбургский орден Заслуг герцога Петра-Фридриха-Людвига (1904)